# Niềng răng trong suốt
Niềng răng trong suốt là thiết bị chỉnh nha trong suốt, dạng nhựa của niềng răng được sử dụng để điều chỉnh răng.
Niềng răng trong suốt đã trải qua rất nhiều thay đổi khiến việc đánh giá mức độ hiệu quả trở nên khó khăn. Một cuộc đánh giá có hệ thống năm 2014 kết luận rằng những nghiên cứu đã được xuất bản trước đó không đủ chất lượng để xác định tính hiệu quả. Những người có kinh nghiệm cho biết phương pháp này có hiệu quả đối với trường hợp răng cửa mọc lệch ở mức độ vừa phải, nhưng kém hiệu quả hơn niềng răng thông thường đối với một số vấn đề khác và không được đề xuất cho trẻ em. Cụ thể niềng răng trong suốt được chỉ định cho "răng mọc lệch từ nhẹ cho đến vừa phải (1–6 mm) và răng mọc thưa từ nhẹ cho đến vừa phải (1–6 mm)", trong trường hợp xương hàm dưới không bị lệch. Phương pháp này cũng có thể được chỉ định cho bệnh nhân răng dịch chuyển về vị trí cũ sau khi chỉnh nha.
Phương pháp điều trị bằng niềng răng trong suốt có liên quan đến bác sĩ chỉnh nha hoặc nha sĩ, hoặc với hệ thống tại nhà, người cần chỉnh nha; nha sĩ/bác sĩ chỉnh nha lấy khuôn răng của bệnh nhân, sau đó sẽ được dùng để tạo ra mô hình kỹ thuật số của hàm răng. Máy tính sẽ tính toán những giai đoạn từ vị trí răng hiện tại cho đến vị trí răng mong muốn, và tạo khay niềng cho mỗi giai đoạn đó. Mỗi khay niềng được đeo 22 tiếng mỗi ngày trong từ một đến hai tuần. Việc đeo và thay đổi khay niềng sẽ giúp dịch chuyển răng vào vị trí đã được thống nhất trước đó giữa nha sĩ/bác sĩ chỉnh nha và bệnh nhân. Một liệu trình trung bình tốn 13,5 tháng. Dù đã có nhiều vụ kiện liên quan đến việc vi phạm bằng sáng chế, không nhà sản xuất nào bị nhận lệnh cấm từ những nhà sản xuất khác.